# Axe historique

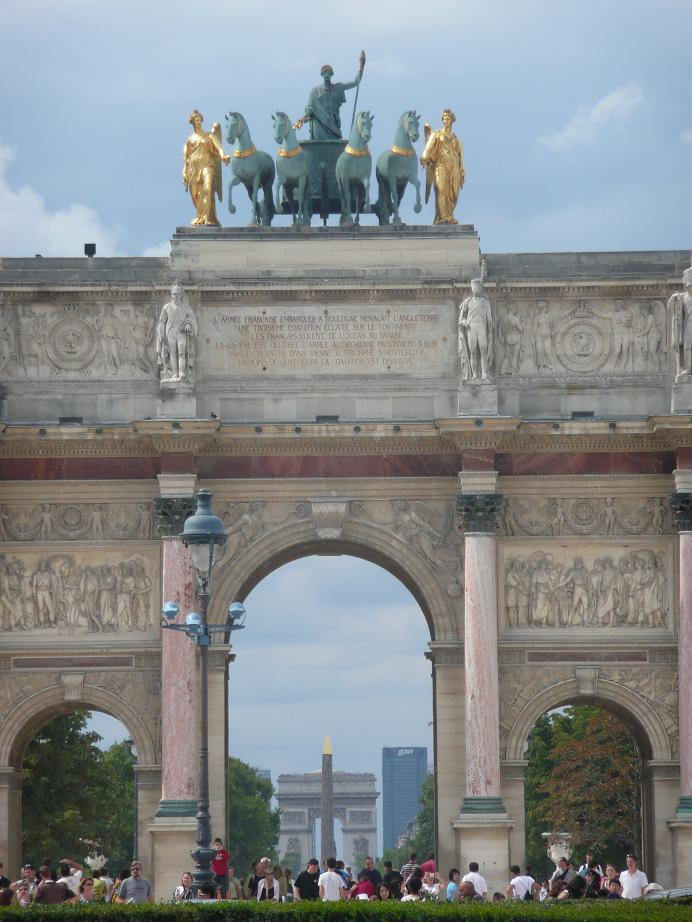
Der Arc de Triomphe du Carrousel, der Obelisk der Place de la Concorde, der Arc de Triomphe de l’Étoile und der Grande Arche von La Défense aus derselben Perspektive

Die Axe historique (deutsch „historische Achse“) von Paris ist die große städtebauliche Sichtachse vom Zentrum durch den Westen der Stadt: Sie ist nicht nur ein Hauptverkehrsweg, sondern die visuelle und monumentale Orientierungslinie, die heute ihren geographischen Ausgangspunkt im Turm der Kirche Saint-Germain l’Auxerrois östlich des Palais du Louvre hat – historisch jedoch im zentralen Pavillon des 1871 zerstörten Tuilerienpalastes. Die urbanistische Magistrale von Paris wird Voie triomphale(„Weg des Triumphs“) genannt.

## Verlauf
Am Glockenturm der Kirche Saint-Germain l’Auxerrois östlich des Louvre beginnend, verläuft die Axe historique nach Westen zuerst durch den Louvre und die Tuilerien, über die Place de la Concorde, die Avenue des Champs Élysées und die Avenue de la Grande Armée bis zur Porte Maillot. In Neuilly-sur-Seine verläuft diese Gerade weiter über die Avenue Charles-de-Gaulle, den Pont de Neuilly und durchquert schließlich das Viertel La Défense. Zwischen der Porte de Maillot und La Défense verläuft die Achse über die Nationalstraße 13.
Die Achse beinhaltet geringfügige Richtungsänderungen bedeutender Gebäude: Die Cour Carrée des Louvre weicht um 6,5 Grad von der Axe historique ab. Die Grande Arche auf der zentralen Perspektive weicht ebenfalls um 6,5 Grad von der historischen Achse ab, da dort verlaufende Verkehrstunnel statisch berücksichtigt werden mussten. Doch wird dadurch keine Richtungsänderung der Achse verursacht.

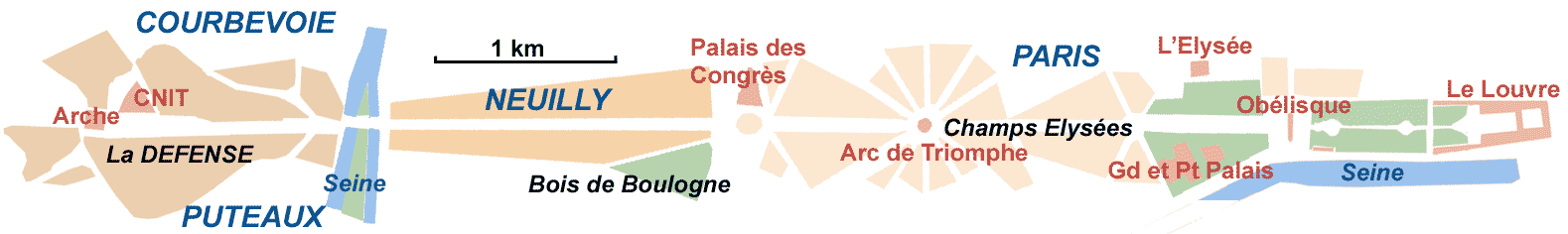
Zeichnung der historischen Achse von Paris

## Geschichte
Die Anfänge dieser großen Verkehrs- und Sichtachse gehen auf das Jahr 1564 zurück, als Katharina von Medici jenseits der Pariser Stadtmauern einen Witwensitz, den Tuilerienpalast, mit einem regelmäßig angelegten Garten für sich errichten ließ. 
An diesem, genauer am zentralen Kuppelpavillon des später abgebrannten Tuilerienschlosses orientierte sich 1640 der Landschaftsarchitekt André Le Nôtre, als er von hier aus eine Allee nach Westen anlegte. Nach dem Bau der Avenue des Champs Élysées befanden sich noch einige Häuser zwischen den Tuileriengärten und der neuen Allee. Diese wurden in der Amtszeit Ludwigs XV. entfernt, und es wurde ein Platz angelegt, der zunächst nach ihm und später Place de la Concorde genannt wurde. Auf der eckigen Place du Carrousel innerhalb der Tuileriengärten ließ Napoleon Bonaparte 1807 den Arc de Triomphe du Carrousel errichten. Der 1836 fertiggestellte Triumphbogen an der Place de l’Étoile (Place Charles de Gaulle) am anderen Ende der Avenue des Champs Élysées bildete den äußersten westlichen Punkt der Achse.
Die Achse wurde durch den Bau der Avenue de la Grande Armée weiter nach Westen über die Stadtgrenzen hinaus ausgedehnt. Sie endete in dem kleinen Vorort La Défense, der nach der Verteidigung der Stadt gegen die Preußen im Jahre 1871 benannt wurde. Dieser Vorort entwickelte sich seit den 1950er Jahren zu einem Geschäftsviertel. In den 1980er Jahren initiierte Staatspräsident François Mitterrand den Bau einer modernen Version des Triumphbogens, die Grande Arche de la Fraternité, die 1989 eingeweiht wurde.

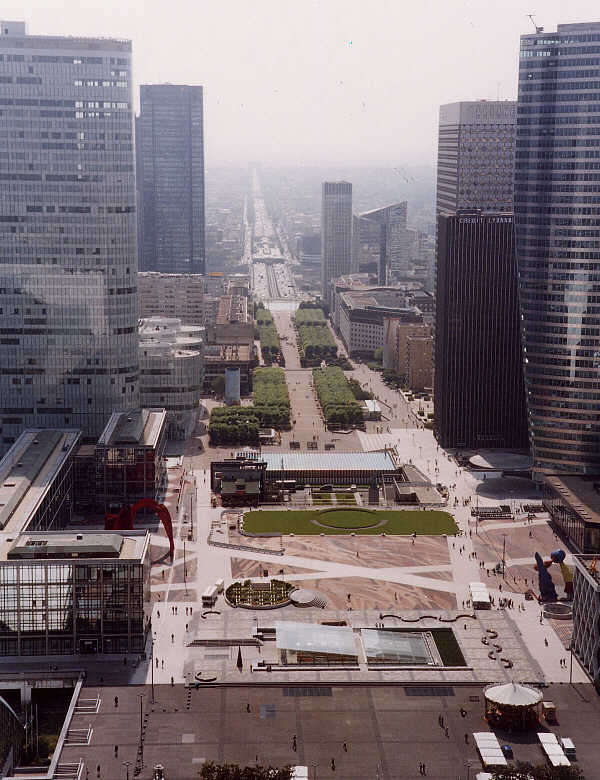
Die Axe historique von der Grande Arche…
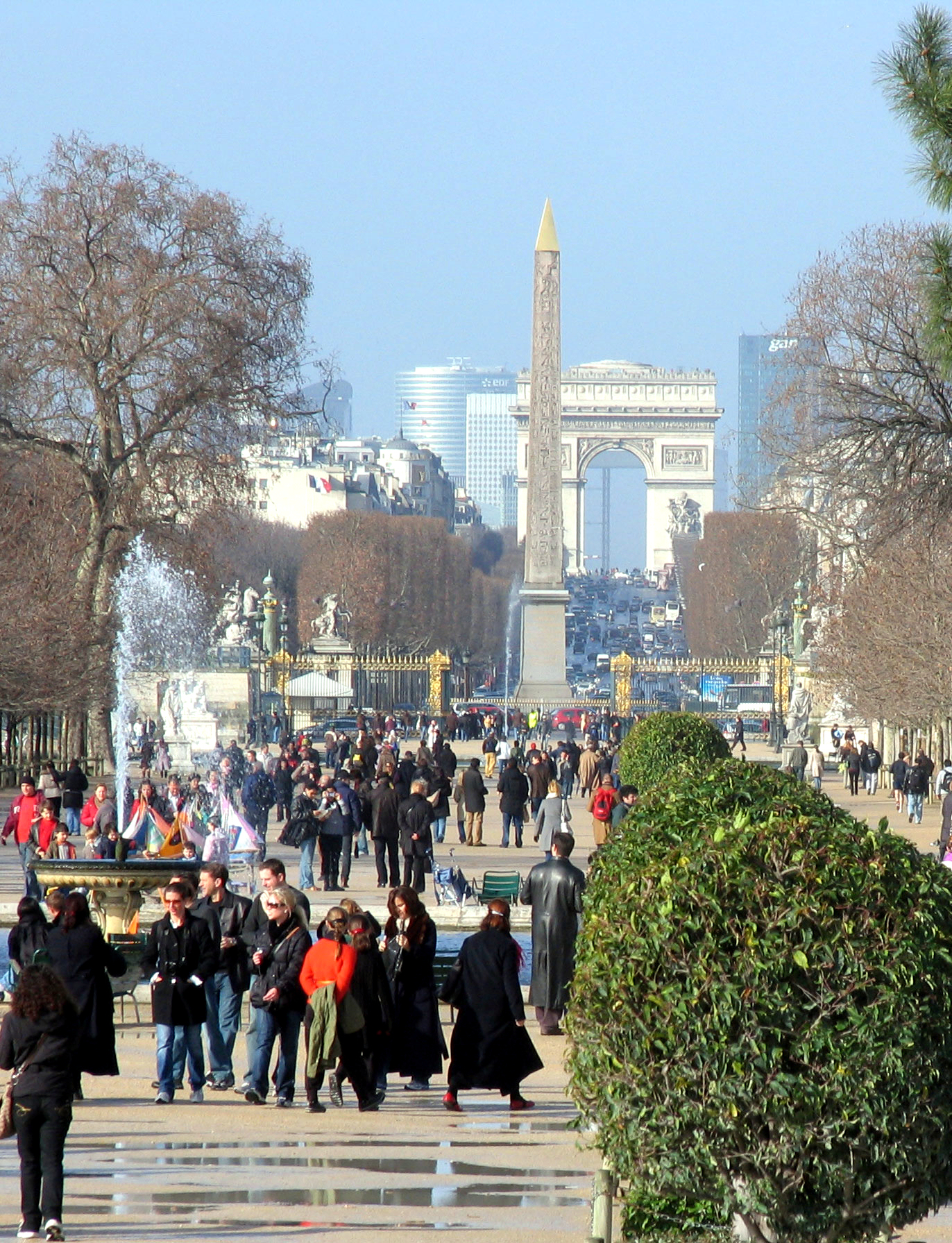
… und den Tuilerien aus gesehen
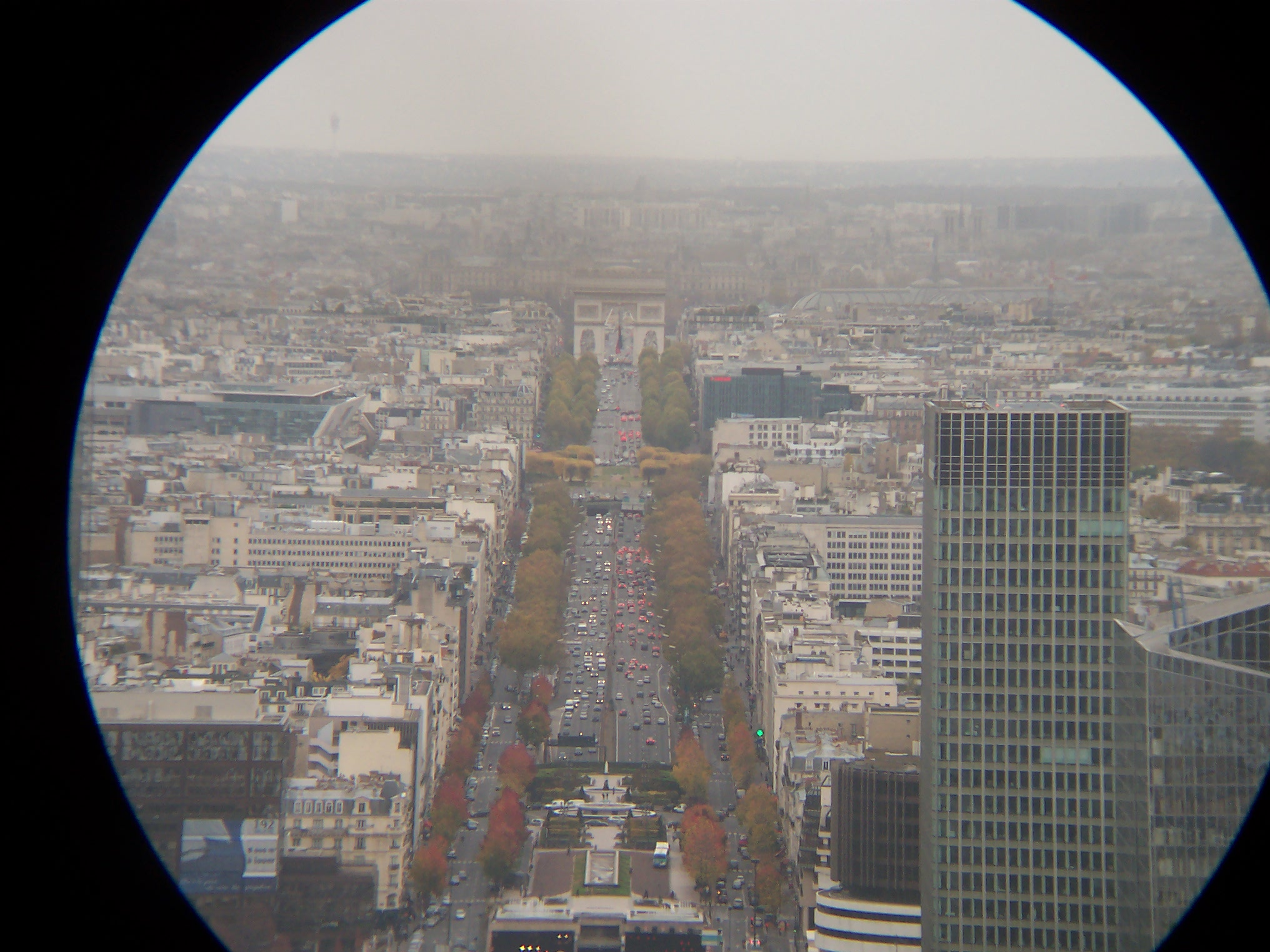
Bei schönem Wetter kann man von der Grande Arche bis zum Louvre sehen
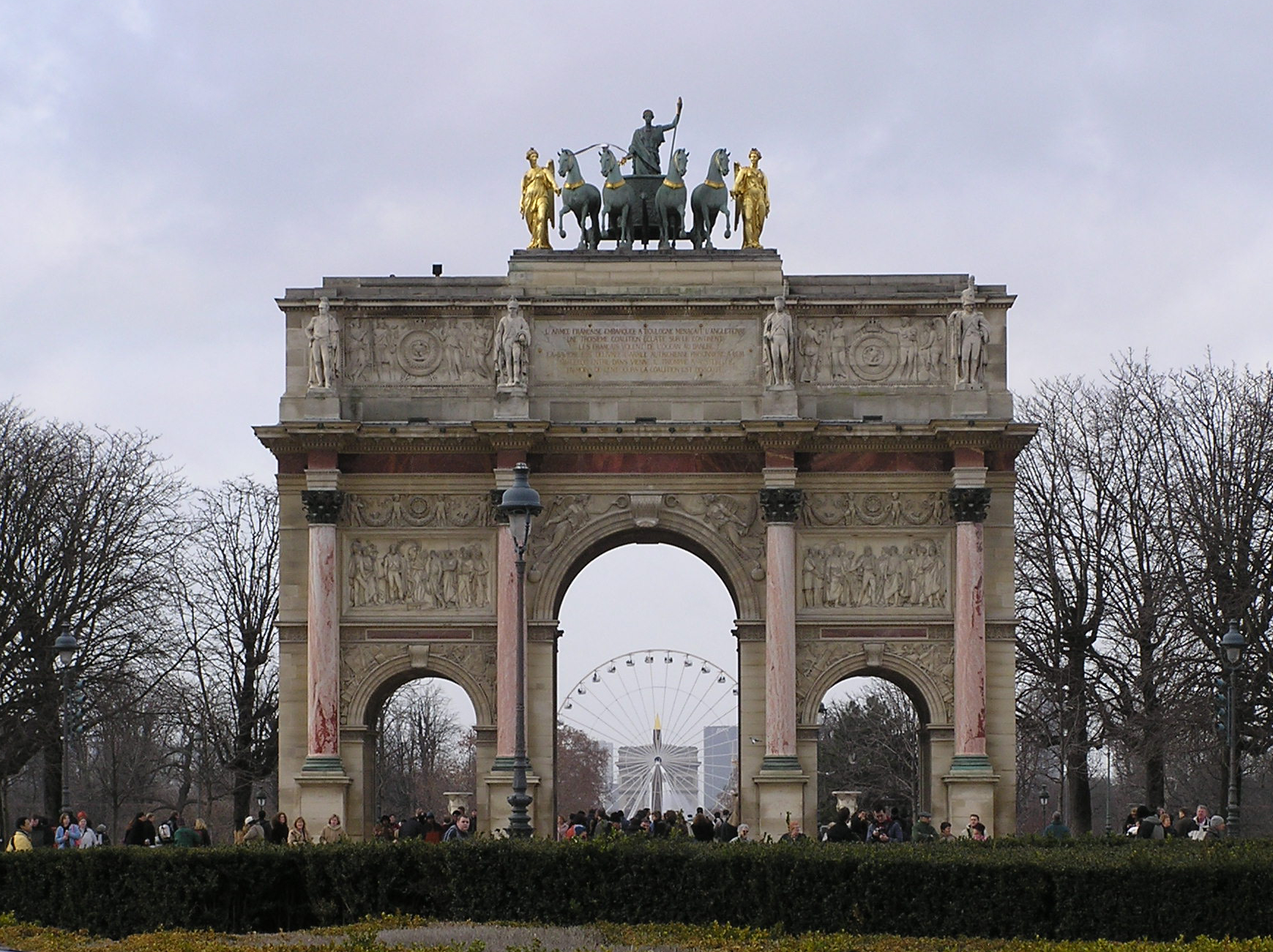
Arc de Triomphe du Carrousel
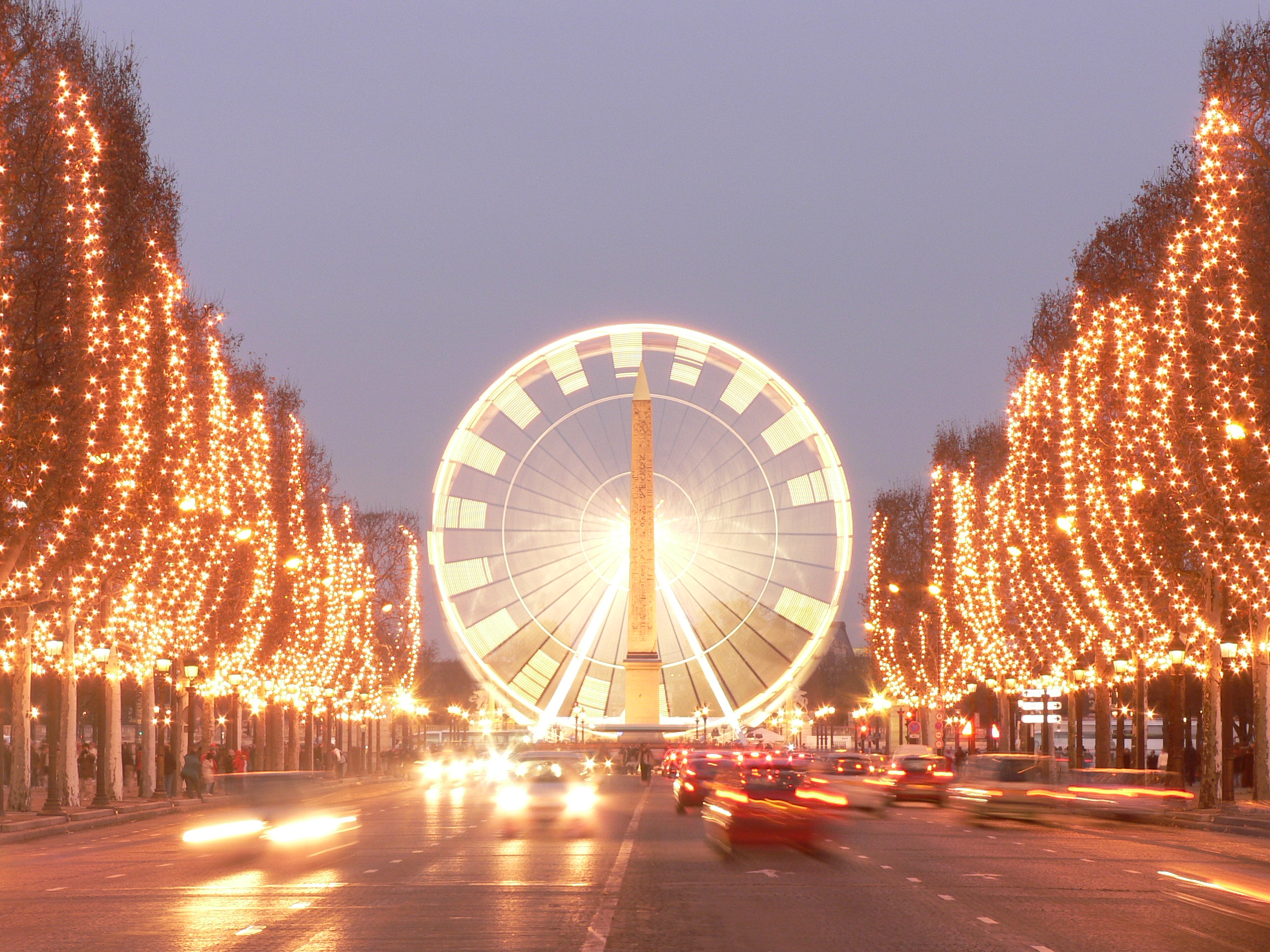
Das Riesenrad Roue de Paris an der Place de la Concorde zur Weihnachtszeit

## Monumente auf derAxe historique
- Louvre
- Arc de Triomphe du Carrousel
- Obelisk von Luxor auf der Place de la Concorde
- Arc de Triomphe de l’Étoile auf der Place Charles de Gaulle
- Grande Arche